# 장영신
장영신(張英信, 1936년 7월 22일~)은 대한민국의 기업인이다. 제16대 국회의원을 지냈다.

## 경력
- 1972년, 애경유지공업 대표이사
- 1981년, 전국경제인연합회 이사(현재)
- 1985년, 애경그룹 회장(현재)
- 1993년, 국립발레단 후원회 이사(현재)
- 1997년, 한국여성경제인협회 초대회장(~1999년)
- 1999년, 전국경제인연합회 부회장
- 1999년, 전국경제인연합회 사회공헌위원회 위원장
- 2000년, 새천년민주당 서울 구로을지구당 위원장
- 2000년, 제16대 국회의원 서울 구로을, 민주당(~2001년)
- 2001년, 애경복지재단 이사장 (현재)
- 2005년, 한국무역협회 부회장(~2006년)
- 2007년, 한국과학기술원(KAIST)이사(현재)

## 학력
- 1949년, 서울혜화초등학교 졸업
- 1952년, 경기여자중학교 졸업
- 1955년, 경기여자고등학교 졸업
- 1959년, 미국 Chestnut Hill College 학사

### 명예 박사 학위
- 1985년, 미국 Chestnut Hill College 명예법학박사
- 1994년, 한국외국어대학교 명예경영학 박사

## 가족 관계
- 채몽인, 애경그룹 창립인, 남편 (작고)
- 채형석, 애경그룹 총괄 CEO 부회장: 장남.
- 채은정, 애경산업 부사장: 장녀.
- 채동석, 애경그룹 유통&부동산 개발부문 부문장: 차남.
- 채승석, 애경개발 대표이사 사장: 삼남.

## 상훈
- 1981년, 철탑산업훈장 수상
- 1986년, 새마을훈장 수상
- 1990년, 5천만불 수출탑 수상
- 1991년, 1억불수출탑 수상
- 1994년, 자랑스러운 경기인상 수상
- 1995년, 국민훈장/은탑산업훈장 수상
- 1999년, 한국능률협회 99년도 `한국의 경영자상`수상
- 1999년, 한국경제신문 제8회 다산 경영상 수상
- 1999년, 20세기 한국을 빛낸30대기업인 선정 (매일경제·전경련)
- 2004년, 한국경영사학회 제11회 창업대상 수상
- 2009년, 체스넛 힐 대학 동창회상

## 저서
- 1994년, 밀알을 심는 마음으로(동아일보사 출간)

## 역대 선거 결과
| 실시년도 | 선거   | 대수 | 직책     | 선거구         | 정당         | 득표수   | 득표율          | 순위 | 당락 | 비고 |
| -------- | ------ | ---- | -------- | -------------- | ------------ | -------- | --------------- | ---- | ---- | ---- |
| 2000년   | 총선   | 16대 | 국회의원 | 서울 구로구 을 | 새천년민주당 | 34,624표 | \| \| 48.27% \| | 1위  |      | 초선 |
|          | 48.27% |      |          |                |              |          |                 |      |      |      |